# NGC 3511
NGC 3511 is een balkspiraalstelsel in het sterrenbeeld Beker. Het hemelobject werd op 21 december 1786 ontdekt door de Duits-Britse astronoom William Herschel.

## Synoniemen
- ESO 502-13
- MCG -4-26-20
- UGCA 223
- IRAS11009-2248
- PGC 33385